# Kreuzeckgruppe

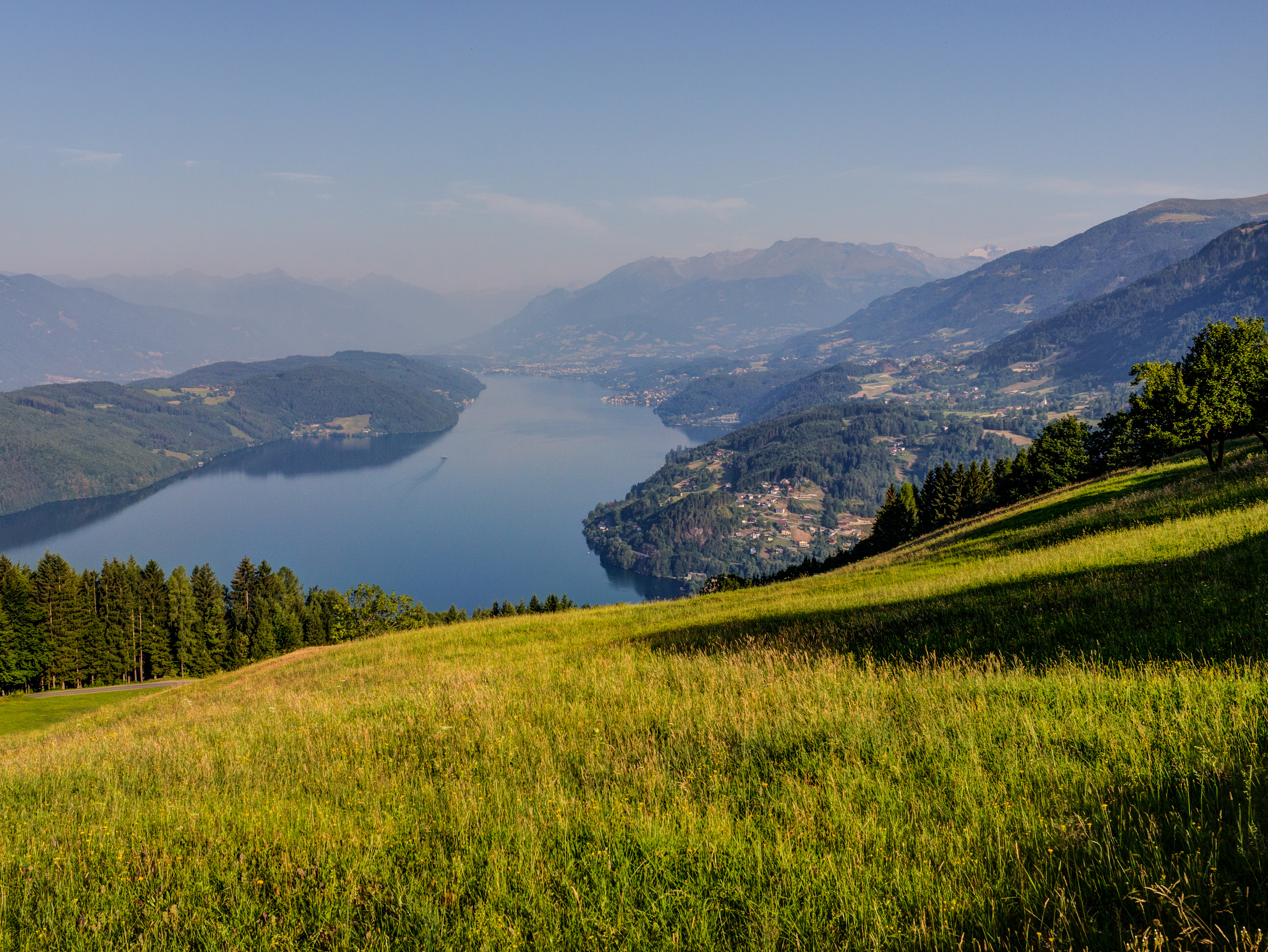
Widok na Kreuzeckgruppe

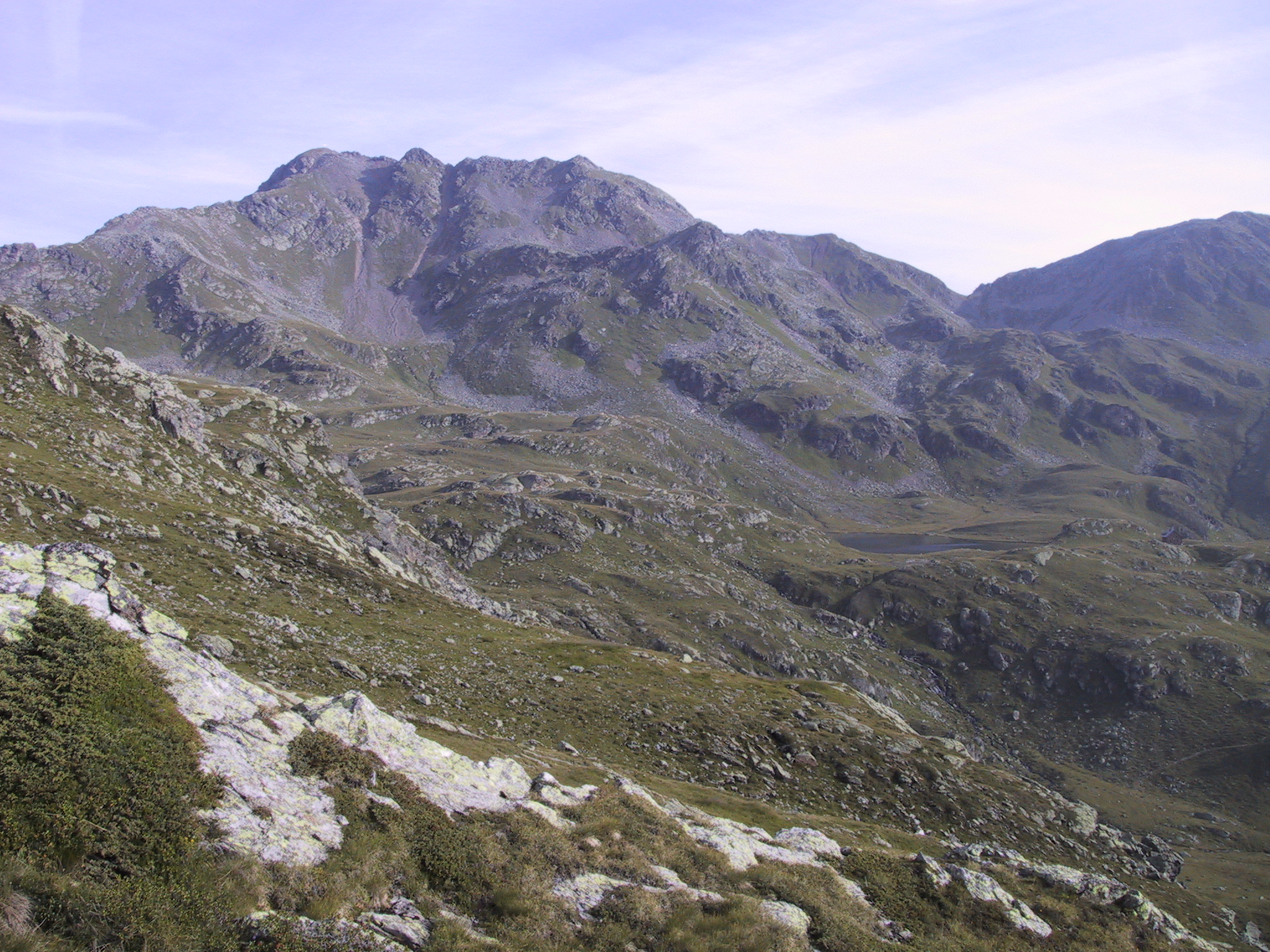
Kreuzeck

Kreuzeckgruppe – podgrupa Wysokich Taurów, pasma górskiego w Alpach Wschodnich. Leży na terytorium dwóch austriackich krajów związkowych: Tyrolu i Karyntii. Jest to najniższy region w Wysokich Taurach; tutejsze szczyty nie osiągają wysokości 2800 m. Od północy i południa grupa ta graniczy z rzekami: Möll na północy i Drawą na południu. Region obfituje w jeziora.
Schroniska: Salzkofelhutte (1987 m), Feldnerhutte (2182 m), Hugo Gerbers hutte (2347 m), Polinikhutte (1873 m) i Anna-Schutzhaus (1991 m).
Najwyższe szczyty to:
- Polinik (2784 m),
- Striedenkopf (2749 m),
- Hochkreuz (2709 m)
- Kreuzeck (2701 m),
- Scharnik (2657 m).